# 15710 Böcklin
15710 Böcklin là một tiểu hành tinh vành đai chính với chu kỳ quỹ đạo là 1226.6386666 ngày (3.36 năm).
Nó được phát hiện ngày 11 tháng 1 năm 1989.